# Speedway Ekstraliga (2014)
Ekstraliga żużlowa 2014 – piętnasty, od czasu uruchomienia Ekstraligi i 67. w historii, sezon rozgrywek najwyższego szczebla o drużynowe mistrzostwo Polski na żużlu. Tytułu mistrza Polski z sezonu 2013 broniła będzie drużyna Falubazu Zielona Góra. Do Ekstraligi awansowało Wybrzeże Gdańsk.

## Drużyny
Kluby Speedway Ekstraligi 2014
| Klub                                          | Poprzedni sezon | Stadion                           | Pojemność  |
| --------------------------------------------- | --------------- | --------------------------------- | ---------- |
| SPAR Falubaz Zielona Góra                     | 1. miejsce      | Stadion Miejski                   | 14 000     |
| Unibax Toruń                                  | 2. miejsce      | Motoarena Toruń                   | 15 500     |
| Grupa Azoty Unia Tarnów                       | 3. miejsce      | Stadion Miejski                   | 15 000     |
| KantorOnline Viperprint Włókniarz Częstochowa | 4. miejsce      | Arena Częstochowa                 | 16 850     |
| Stal Gorzów Wlkp.                             | 5. miejsce      | Stadion im. Edwarda Jancarza      | 17 024     |
| FOGO Unia Leszno                              | 6. miejsce      | Stadion im. Alfreda Smoczyka      | 25 000     |
| Betard Sparta Wrocław                         | 7. miejsce      | Stadion Olimpijski                | 35 000     |
| Renault Zdunek Wybrzeże Gdańsk                | Beniaminek      | Stadion im. Zbigniewa Podleckiego | ok. 12 000 |

## Rozgrywki

### Tabela ligowa
| Poz. | Drużyna                            | M  | Z  | R | P  | B | Pkt | +/-  | Kwalifikacja lub spadek |
| ---- | ---------------------------------- | -- | -- | - | -- | - | --- | ---- | ----------------------- |
| 1    | Grupa Azoty Unia Tarnów            | 14 | 12 | 1 | 1  | 7 | 32  | +240 | Awans do Play off       |
| 2    | Stal Gorzów Wielkopolski           | 14 | 9  | 1 | 4  | 5 | 24  | +113 | Awans do Play off       |
| 3    | SPAR Falubaz Zielona Góra          | 14 | 8  | 1 | 5  | 3 | 20  | +102 | Awans do Play off       |
| 4    | Fogo Unia Leszno                   | 14 | 7  | 2 | 5  | 3 | 19  | +35  | Awans do Play off       |
| 5    | Unibax Toruń                       | 14 | 9  | 0 | 5  | 5 | 15  | +136 |                         |
| 6    | Betard Sparta Wrocław              | 14 | 3  | 1 | 10 | 3 | 10  | −102 |                         |
| 7    | KantorOnline Włókniarz Częstochowa | 14 | 3  | 0 | 11 | 1 | 7   | −147 | Baraż o utrzymanie      |
| 8    | Renault Zdunek Wybrzeże Gdańsk     | 14 | 2  | 0 | 12 | 0 | 4   | −377 | Spadek do I. Ligi       |

1. ↑  Klub z Torunia rozpoczynał sezon z 8. ujemnymi punktami

### Terminarz i wyniki
| → GOŚCIE → ↓ GOSPODARZE ↓                     | Zielona Góra | Toruń | Tarnów | Częstochowa | Gorzów | Leszno | Wrocław | Gdańsk |
| SPAR Falubaz Zielona Góra                     | ×            | 53:37 | 43:47  | 69:21       | 50:40  | 44:46  | 51:39   | 65:25  |
| Unibax Toruń                                  | 47:42        | ×     | 48:42  | 54:36       | 55:35  | 57:33  | 60:30   | 74:16  |
| Grupa Azoty Unia Tarnów                       | 45:45        | 52:38 | ×      | 64:26       | 59:31  | 51:39  | 64:26   | 63:27  |
| KantorOnline Viperprint Włókniarz Częstochowa | 40:50        | 43:47 | 40:50  | ×           | 42:48  | 35:55  | 46:44   | 55:35  |
| Stal Gorzów Wlkp.                             | 50:29        | 53:37 | 42:48  | 50:40       | ×      | 57:33  | 57:33   | 60:30  |
| FOGO Unia Leszno                              | 44:46        | 48:41 | 38:52  | 52:38       | 45:45  | ×      | 48:42   | 63:27  |
| Betard Sparta Wrocław                         | 50:36        | 32:58 | 41:49  | 45:32       | 40:50  | 45:45  | ×       | 59:31  |
| Renault Zdunek Wybrzeże Gdańsk                | 40:50        | 46:44 | 26:64  | 34:56       | 27:63  | 32:58  | 45:44   | ×      |

### Półfinały
| Półfinał Miejsca 1-4 |        | FOGO Unia Leszno 4. miejsce po rundzie zasadniczej  | 98:82  | Unia Tarnów 1. miejsce po rundzie zasadniczej                  |
| -------------------- | ------ | --------------------------------------------------- | ------ | -------------------------------------------------------------- |
| Półfinał Miejsca 1-4 | 14 wrz | FOGO Unia Leszno                                    | 50:40  | Grupa Azoty Unia Tarnów                                        |
| Półfinał Miejsca 1-4 | 24 wrz | Grupa Azoty Unia Tarnów                             | 42:48  | FOGO Unia Leszno                                               |
| Półfinał Miejsca 1-4 |        | Stal Gorzów Wlkp. 2. miejsce po rundzie zasadniczej | 103:77 | Stelmet Falubaz Zielona Góra 3. miejsce po rundzie zasadniczej |
| Półfinał Miejsca 1-4 | 9 wrz  | SPAR Falubaz Zielona Góra                           | 49:41  | Stal Gorzów Wlkp.                                              |
| Półfinał Miejsca 1-4 | 16 wrz | Stal Gorzów Wlkp.                                   | 62:28  | SPAR Falubaz Zielona Góra                                      |

### O 3. miejsce
| Miejsca 3-4 |        | Stelmet Falubaz Zielona Góra 3. miejsce po rundzie zasadniczej | 74:106 | Unia Tarnów 1. miejsce po rundzie zasadniczej |
| ----------- | ------ | -------------------------------------------------------------- | ------ | --------------------------------------------- |
| Miejsca 3-4 | 28 wrz | SPAR Falubaz Zielona Góra                                      | 47:43  | Grupa Azoty Unia Tarnów                       |
| Miejsca 3-4 | 5 paź  | Grupa Azoty Unia Tarnów                                        | 63:27  | SPAR Falubaz Zielona Góra                     |

### Finał
| Miejsca 1–2 |        | FOGO Unia Leszno 4. miejsce po rundzie zasadniczej | 87:93 | Stal Gorzów Wlkp. 2. miejsce po rundzie zasadniczej |
| ----------- | ------ | -------------------------------------------------- | ----- | --------------------------------------------------- |
| Miejsca 1–2 | 28 wrz | FOGO Unia Leszno                                   | 46:44 | Stal Gorzów Wlkp.                                   |
| Miejsca 1–2 | 5 paź  | Stal Gorzów Wlkp.                                  | 49:41 | FOGO Unia Leszno                                    |

| 28 września 2014 | FOGO Unia Leszno | 46:44 | Stal Gorzów Wlkp. | Stadion im. Alfreda Smoczyka Widzów: 17 000 Sędzia: Jerzy Najwer |
| 28 września 2014 | 9. Nicki Pedersen 9 (2,3,1,3,d) 10. Damian Baliński 1+1 (1*,0,–,–) 11. Grzegorz Zengota 7+3 (1*,2*,1*,3,d) 12. Przemysław Pawlicki 14+1 (2,3,2,3,2*,2) 13. Kenneth Bjerre 7+1 (2,2,1,2*,–) 14. Piotr Pawlicki 6+3 (1*,1*,0,2*,2) 15. Tobiasz Musielak 2 (2,0,0) | 46:44 | 1. Krzysztof Kasprzak 10+1 (3,3,w,2*,1,1) 2. Linus Sundström 5 (0,1,3,1,–) 3. Matej Žagar 6+1 (0,3,2*,0,0,1) 4. Niels Kristian Iversen ZZ 5. Piotr Świderski 3+1 (1,1*,0,1,–) 6. Adrian Cyfer 2 (0,2,0) 7. Bartosz Zmarzlik 18 (3,3,0,3,3,3,3) | Stadion im. Alfreda Smoczyka Widzów: 17 000 Sędzia: Jerzy Najwer |

| 5 października 2014 | Stal Gorzów Wlkp. | 49:41 | FOGO Unia Leszno | Stadion im. Edwarda Jancarza Widzów: 15 000 Sędzia: Leszek Demski |
| 5 października 2014 | 9. Krzysztof Kasprzak 11+1 (3,2*,1,3,2,–) 10. Linus Sundström 10+1 (1,3,2*,3,1) 11. Matej Žagar 12+1 (3,2,3,3,1*,0) 12. Niels Kristian Iversen ZZ 13. Piotr Świderski 1 (1,d,–,–,d) 14. Adrian Cyfer 4 (1,1,1,1,0) 15. Bartosz Zmarzlik 11+1 (3,3,1*,3,w,1) | 49:41 | 1. Mikkel Michelsen 0 (w,–,–,–) 2. Nicki Pedersen 7 (2,0,2,0,3) 3. Grzegorz Zengota 8+2 (1,2*,1,–,1*,3) 4. Kenneth Bjerre 3 (0,3,0,–,–) 5. Przemysław Pawlicki 6+1 (0,w,1,3,2*) 6. Piotr Pawlicki 11+1 (t,3,2,2,2,2*) 7. Tobiasz Musielak 6 (2,2,u,2,0) | Stadion im. Edwarda Jancarza Widzów: 15 000 Sędzia: Leszek Demski |

## Play-out

### Baraż o Ekstraligę
| Baraż o Ekstraligę |  | KantorOnline Viperprint Włókniarz Częstochowa 7. miejsce w Ekstralidze | vs. | Orzeł Łódź 2. miejsce w I lidze |
| ------------------ |  | ---------------------------------------------------------------------- | --- | ------------------------------- |